# جيمس هايد
جيمس هايد (بالإنجليزية: James Hyde)‏ هو رسام ومصور أمريكي، ولد في 1958 في فيلادلفيا في الولايات المتحدة.